# LiigaEura
LiigaEura est un club finlandais de volley-ball fondé en 2000 et basé à Eura, évoluant pour la saison 2013-2014 en LML.

## Palmarès
- Coupe de Finlande
  - Finaliste : 2000, 2007.

## Entraîneurs
- 2009-2010 :  Shailen Ramdoo

## Effectifs

### Saison 2013-2014
Entraîneur : Kai Stenius  Finlande